# Schmalkalden
Schmalkalden és una ciutat alemanya de la província de Turíngia. La ciutat és al sud-oest del bosc de Turíngia a la confluència dels rius Schmalkalden i Stille. Es troba en el centre geogràfic del país. Limita amb els municipis d'Altersbach, Christes, Fambach, Floh-Seligenthal, Hessle, Metzels, Rotterode, Schwallungen, Springstille, Wasungen i Wernshausen. La ciutat és dividida administrativament en els districtes d'Aue, Asbach, Breitenbach, Grumbach, Haindorf, Mittelschmalkalden, Mittelstille, Mockers, Näherstille, Reichenbach, Volkers, Weidebrunn. Grumbach es va unir el 8 de març de 1994; Asbach, Mittelschmalkalden, Mittelstille i Mockers l'1 de juny de 1994.

## Clima
El clima a Schmalkalden és variat i oscil·la entre els extrems, depenent de l'estació. A l'hivern predominen els paisatges blancs de neu, mentre que a la primavera i estiu és totalment verd i la temperatura s'eleva fins als 35 °C. Les pluges són una constant en Schmalkalden, creant un ambient humit.

## Història
El primer esment que es té de la ciutat és cap a l'any 874 aC, s'esmenta com a ciutat l'any 1180. El 1583 va passar a ser territori de Hessen.
Schmalkalden torna a aparèixer en la història el 1531, ja sota el mandat de Felip el Magnànim de Hessen es va concretar la Lliga d'Esmalcalda en aquesta ciutat. Aquesta lliga va ser una unió de diversos prínceps alemanys que professaven el credo protestant, el propòsit era defensar els seus territoris i lluitar contra l'emperador Carles V, i ajudar a difondre el protestantisme pel nord d'Alemanya. En 1547 la Lliga d'Esmalcalda va ser derrotada definitivament en la batalla de Mühlberg.
Abans de la Segona Guerra Mundial era part de la província prussiana de Hessen-Nassau. Durant la guerra, la ciutat va patir un fort bombardeig que va destruir gran part del centre. La seva configuració política es va donar a partir de la unificació d'Alemanya.

## Demografia
| 1830-1946 - 1830 - 5327 - 1890 - 7318 - 1905 - 9529 - 1910 - 10.018 - 1925 - 10.440 - 1933 - 10.737 - 1939 - 10.851 - 1946 - 12.663 | 1950-1997 - 1950 - 12.665 - 1960 - 14.022 - 1981 - 17.385 - 1984 - 17.410 - 1994 - 19.605 - 1995 - 19.391 - 1996 - 19.305 - 1997 - 19.166 | 1998-2005 - 1998 - 18.952 - 1999 - 18.720 - 2000 - 18.551 - 2001 - 18.370 - 2002 - 18.237 - 2003 - 17.974 - 2004 - 17.896 - 2005 - 17.910 |

## Escut d'armes
L'escut d'armes de la ciutat mostra en vermell dues torres de castell platejades amb sostre blau, i quatre arranjaments d'or al sostre del castell. A la porta figura un escut dividit en dos, d'una banda, en daurat una gallina negra amb cresta i roba vermelles sobre tres turons verds; de l'altra banda, en blau un lleó dividit nous vegades en vermell i platejat, amb una corona daurada. I a la part superior del castell una S, inicial del nom (en alemany) de la ciutat.
La gallina i el lleó que apareixen en el blasó daten del doble mandat sota el qual Schmalkalden es va transformar en ciutat entre la dècada del 1360 i 1583. Durant aquests anys governaven la ciutat al comtat de Hessen-Kassel i el comtat de Henneberg. Quan el 1583 el comte Georg Ernst von Henneberg va morir sense descendents, els seus territoris van passar a mans de Guillem el Savi de Hessen-Kassel.

## Cultura i llocs d'interès
Val la pena veure el centre, és molt pintoresc amb cases típiques alemanyes, l'Ajuntament i l'església protestant, davant la qual s'estableix un mercat cada setmana. El 90% de les cases de l'edat mitjana tardà han estat preservades.
- L'església de la ciutat Sant Jordi (construïda entre 1437-1509)
- El castell Wilhelm (construït entre 1585-1590). És el major atractiu cultural del poble, el castell més gran de la regió que compta amb un museu i comunament és utilitzat per a altres esdeveniments culturals.
- La casa de Luter (1530). Casa on va habitar durant una època mentre formulava les seves 95 tesis.
- El Tribunal de Hessen (amb la pintura Iwein - el més vell mural profà pintat a Alemanya).
- La casa en Weidebrunner Gasse 13 (construïda entre 1369-1370), la casa més vella de Schmalkalden.
- Schmalkalden Hirschessen (festa de la ciutat), que se celebra l'últim cap de setmana d'agost.
- Sommerfilmnächte (festival de cinema a l'aire lliure).

Schmalkalden compta amb diversos bars petits, destacant Rainman's Irish Pub, Maykel's, Monokel, The Castle i el Studenten Club de la Fachhochschule Schmalkalden. Aquests llocs són freqüentats per la gran comunitat estudiantil principalment els dimarts i dijous. Els caps de setmana solen estar oberts encara que amb poca gent, ja que la majoria dels joves tornen a casa seva. Durant les vacances d'estiu i hivern la seva demanda arriba als nivells més baixos i alguns d'ells opten per no obrir.

## Economia i infraestructura
La ciutat no té connexió directa amb cap carretera federal ni autopista. La carretera més propera és la B19 (Eisenach - Meiningen), aproximadament a 6 km a l'oest de la ciutat i l'autopista més propera és la A71 (connexió en Meiningen-Nord, aproximadament a 24 km i connexió en Suhl/Zella-Mehlis, aproximadament a 26 km). Per fer la ciutat més atractiva a la inversió, es va acordar ampliar la carretera federal B62 (Bad Hersfeld - Barchfeld (Werra)) fins a la A71 en Zella-Mehlis. Per a aquesta connexió, els carrers que ja existeixen seran seran eixamplades. També es discuteix una petició local de Schmalkalden, ja que el trànsit del centre econòmic de Turíngia del Sud (Suhl/Zella-Mehlis) ha crescut en direcció a l'oest de Hessen (Bad Hersfeld, Kassel) i l'ha congestionat.

## Educació

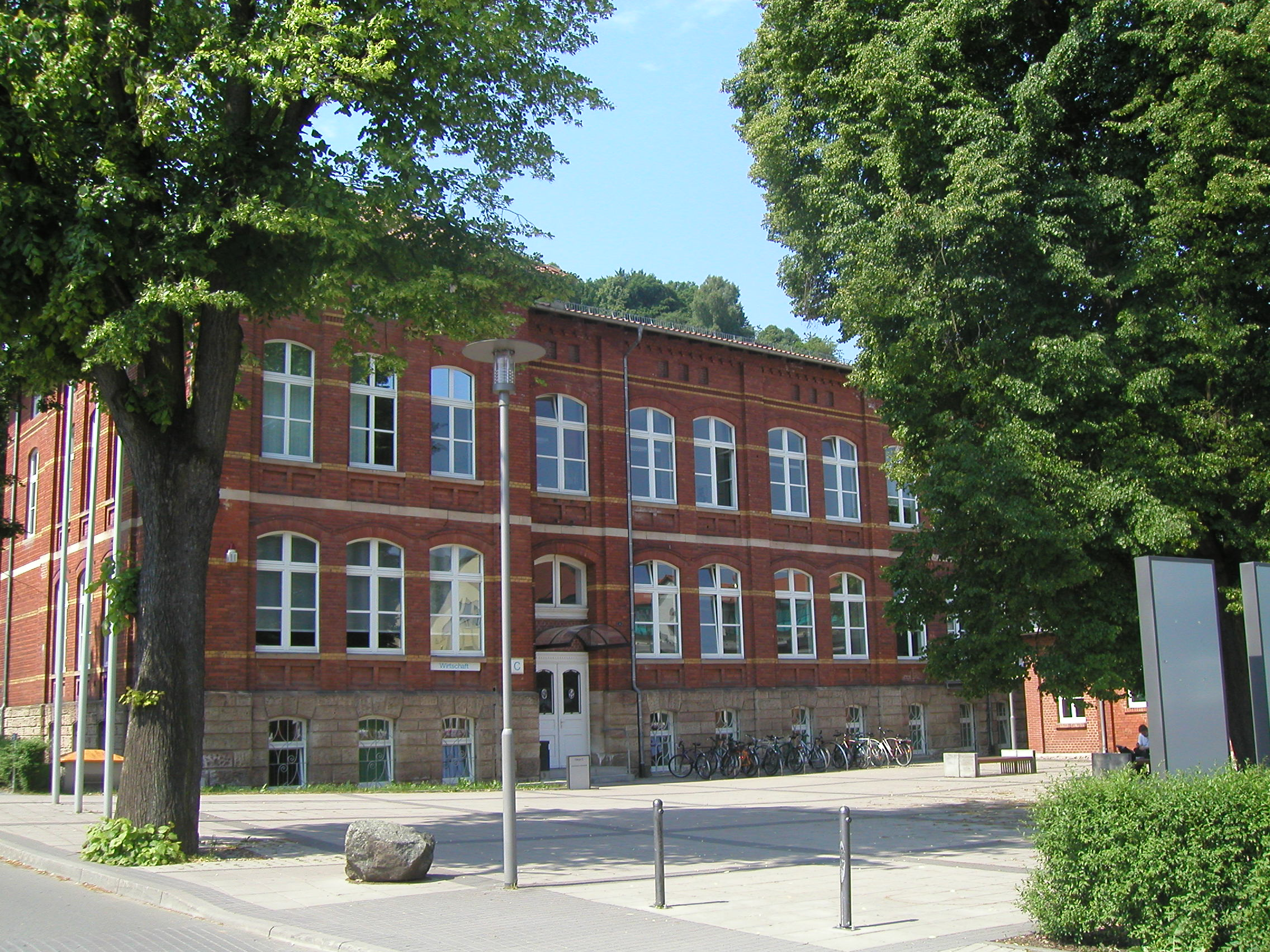
Escola tècnica de Schmalkalden, edifici C.

El 1902 es va fundar la Reial Escola Tècnica per a la Indústria del Ferro i l'Acer. El 1918 va rebre el títol d'escola tècnica de la Ciutat. Des de la tardor de 1945 ha estat una important escola d'Enginyeria.
La Fachhochschule Schmalkalden (FHS) recull la tradició d'aquestes antecessores, encara que no és la successora legal d'aquestes institucions. Compta amb quatre facultats: Mecànica (Maschinenbau), Economia (Wirtschaft), Informàtica (Informatik) i Electrotècnia (Elektrotechnik). A aquesta escola assisteixen molts estrangers, el que converteix a Schmalkalden en una ciutat cosmopolita. Gràcies a la FHS, té una població juvenil molt gran, encara que la majoria d'aquests estudiants no són residents. En la major part dels casos venen de diverses parts d'Alemanya i es queden a viure durant els seus estudis, abandonant cada cap de setmana la ciutat per visitar les seves famílies.
El 2004 la ciutat de Schmalkalden va rebre el nom de "Ciutat universitària".
Schmalkalden ofereix també altres oportunitats per a estudis, com l'Escola de Pedagogia i el Centre Professional.
Schmalkalden compta amb tres escoles primària a Asbach, Schmalkalden i Weidebrunn; dues escoles secundàries, l'Escola Secundària Estatal i l'Escola Secundària Estatal de Siechenrasen ", i un institut de segon ensenyament que porta el nom de Philipp Melanchthon.
El Centre Estatal "Ludwig Bechstein" de Schmalkalden promou i dona suport a l'educació en l'àmbit escolar a nens i joves amb capacitats diferents.
El Conservatori de Música de Schmalkalden ofereix educació musical des de primerenca edat i una sòlida preparació en aquest àmbit.
Altres institucions educatives són l'Escola Pestalozzi, l'Institut per a Invidents i l'escola per a l'educació d'adults.

## Relacions amb altres ciutats

### Ciutats agermanades
- Fontaine, França
- Recklinghausen, Alemanya

### Ciutats amigues
- Tábor, República Txeca
- Alpignano, Itàlia
- Dinkelsbühl, Alemanya
- Waiblingen, Alemanya (Baden-Württemberg, ciutat amiga 1990)
- Montana, Bulgària (amistat dels liceus de Schmalkalden amb el de parla alemanya a Montana)

## Personalitats
- Christoph Cellarius (22 de novembre 1638 - 4 juny 1707 a Halle) Director de l'escola de Halle i professor d'història
- Karl Wilhelm (5 setembre 1815 - 26 d'agost de 1873 en Schmalkalden), director de cor i compositor, entre les seves obres es troba La guàrdia al Rin (Die Wacht am Rhein).
- Sven Fischer (16 abril 1971) biatleta, campió del món en diverses ocasions i campió de les Olimpíades d'Hivern 2006[1]
- Kati Wilhelm (2 agost 1976) biatleta, campiona del món i campiona d'Olimpíades d'hivern 2002 i 2006.
- Bernard Pfannstiehl] (1861-1940) organista i mestre de capella.